# Marina Viculin
Marina Viculin (13. veljače 1957., Zagreb - 19. siječnja 2015., Zagreb) bila je poznata hrvatska povijesničarka umjetnosti, likovna kritičarka, kustosica i kulturna djelatnica.)

## Životopis
Marina Viculin podrijeklom s otoka Zlarina, rodila se u Zagrebu gdje se i školovala te je potom diplomirala 1982. povijest umjetnosti i komparativnu književnost na zagrebačkom Filozofskom fakultetu. Magistrirala je 1987.godine s temom "Citat u francuskom slikarstvu osamdesetih godina" na sveučilištu Paris IV - Sorbonna, gdje je kod mentora Sergea Lemoinea, poznatog francuskog povijesničara umjetnosti, kustosa i likovnog kritičara, doktorirala s tezom "Pripovijest o Novim tendencijama".
Karijeru je počela krajem osamdesetih kao samostalna likovna kritičarka, pišući predgovore kataloga i likovne kritike u dnevnim novinama. Ubrzo se, 1989. godine, stalno zapošljava na mjestu kustosice u Galeriji Klovićevi dvori, gdje nekoliko godina radi kao kustosica u odjelu za odnose s javnošću. Potom je vodila Galeriju Gradec, specijaliziranu za suvremenu umjetnost, koju je tijekom svog mandata u Muzejsko galerijskom centru Klovićevi dvori nastojala obnoviti i aktivirati.
Bila je i izvršna direktorica Zagrebačkog salona od 1996. do 1998. godine, a od 1999. je stekla zvanje više kustosice u Galeriji Klovićevi dvori gdje je napravila velike retrospektivne izložbe fotografije (Braut, Posavec, Vesović, Klarica, Nenad Gattin) i manje kustoske fotografske 'snapshotove' u Kuli Lotrščak (Kučera, Merc, Šolić, Rasol, Efendić, Posavec, Vesović, Dabac, Kožarić, Bavoljak, Herceg, Jurjević, Radić, Kolbas).

S dobrom poznanicom iz pariških dana studiranja, Anne Baldassari, kustosicom fotografije u pariškom Muzeju Picasso, zamislila je i ostvarila izuzetno uspješnu izložbu "Dora Maar i Picasso - dodir pogledima", održanu u Galeriji Klovićevi dvori od 30. rujna do 28. studenoga 2004. te također i "Marc Chagall - priča nad pričama" 2007. s Jean-Michelom Forayom, tada ravnateljem Muzeja Marc Chagall u Nici, s kojim je, uz suradnju s Chagalovom unukom Meret Meret, uredila i obiman katalog od 295 stranica.
Od 2004. predaje kolegij "Dizajn u kulturi" na Visokoj školi za poslovanje i upravljanje Baltazar Adam Krčelić, a 2006. pokreće Udrugu Punta Arta, s umjetnikom Vedranom Perkovom. Projekt koji se odvija na otoku Zlarinu kroz umjetničke rezidencije i izložbe teži preispitivanju recepcije suvremene umjetnosti u uvjetima jedne otočke sredine.
U organizaciji Hrvatskog foto-saveza 2007. je s Igorom Kuduzom napravila autorsku izložbu "Volimo li gledati druge ljude?" u Umjetničkom paviljonu, a godinu dana kasnije autorski projekt grupne izložbe bazirane na rezidenciji umjetnika na otoku Zlarinu "Otočka karta", u Galeriji Waldinger izložba Igora Kuduza. U Klovićevim dvorima 2009. postavlja izložbu suvremene umjetnosti "Oltari avangarde" srednje i istočne Evrope te ex-Jugoslavije s Jadranom Adamovićem, i vodi program osječke Galerije Waldinger, gdje ostvaruje niz izložbi, među ostalim, Ivana Posavaca i Nike Radić.
Zvanje muzejske savjetnice stječe 2010., kada i postavlja retrospektivnu izložbu Ivana Faktora u Galeriji Klovićevi dvori, deset izložbi u sklopu Snapshot ciklusa, a i kustosica je izložbe "Zagovori svetom Tripunu – blago Kotorske biskupije". Iste godine u Muzeju moderne i suvremene umjetnosti u Rijeci postavlja retrospektivu Vlade Kristla. Godine 2011. postavlja monografsku izložba Petra Dabca, kustosica je izložbe autora Radoslava Tomića "Tizian, Tintoretto, Veronese, veliki majstori renesanse".
Od 17. travnja 2012. na funkciji je ravnateljice Galerije Klovićevi dvori, iste je godine bila kustosica izložbi "Edgar Degas – skulpture" i "Martin Arnold, ledeni zagrljaj" te radi na Festivalu Hrvatske u Francuskoj, Croatie, la voici, na izložbi "Hrvatska fotografija okom Petera Knappa".
Nakon što je postala ravnateljica u Klovićevim dvorima održava se velika Picassova izložba autorice Anne Baldassari "Remek djela iz Muzeja Picasso, Pariz", kojoj je bila kustosica, kao i retrospektivnoj monografskoj izložbi suvremenog hrvatskog umjetnika Damira Sokića.
Godine 2014. primila je odličje Viteza reda umjetnosti i književnosti Republike Francuske, kao znak priznanja doprinosu umjetničkoj suradnji između Francuske i Hrvatske, te s kolegama napravila likovni postav i prostornu koncepciju izložbe "Normandija/Rađanje impresionizma".
Bila je dugogodišnja članica Hrvatske udruge likovnih umjetnika primijenjenih umjetnosti ULUPUH i Zajednice umjetnika Hrvatske. Osim u praksi, brojnim izložbenim projektima, Viculin je ostavila značajan trag u teoriji likovne, surađujući i pišući u nizu umjetničkih publikacija, kataloga, monografija te spada u onaj red "fascinantnih kustoskih ličnosti impozantnih biografija, velikog znanja i nepresušne energije, koji su u mnogočemu bili prvi, svaki u svom području pomicali granice i zahvaljujući svojoj umjetničkoj intuiciji otkrivali nova umjetnička kretanja".

## Knjige i članci (izbor)
- 2022. - "Tustopizde u izobilju - kurcoglava ni za lijek : samoniklo jestivo bilje otoka Zlarina" (Viculin, Marina; Randić Barlek, Mirjana; Šatović, Željko; Dučak, Danilo; Liber, Zlatko; Bogdanović, Sandro; Šatović, Zlatko), Nakladnik/izdavač: Sveučilište u Zagrebu Agronomski fakultet / Znanstveni centar izvrsnosti za bioraznolikost i molekularno oplemenjivanje bilja[9]
- 2019. - "Marina Viculin - Vrijeme bez namjere" - 67 tekstova Marine Viculin o fotografiji - Nakladnici: Institut za suvremenu umjetnost Zagreb i Igor Kuduz
- 2012. - "Tko sam ja koji gledam? Fotografija devedesetih u Hrvatskoj"[10]

## Katalozi (izbor)
- 29. Zagrebački salon : katalog izložbe grafički dizajn, produkt dizajn, primjenjena umjetnost - Muzejsko-galerijski centar Zagreb, listopad-prosinac 1994. / urednik Marina Viculin[11]
- 30. Zagrebački salon: katalog izložbe : slikarstvo, kiparstvo, grafika, instalacije, ambijent, video - Muzejski prostor, Zagreb, 23. listopada - 26. studenog 1995. / urednik Marina Viculin ; fotografija Darko Bavoljak[12]
- Iva Patarčec: Hial  - MGC Gradec, Zagreb, siječanj - veljača 1998 / tekstovi Marina Viculin, Andrea Balzola ; fotografije Darko Bavoljak, Slobodan Olić, Tommaso Mattina
- Josip Klarica: fotografije 1974. – 2004., Galerija Klovićevi dvori, 16. 06. – 28. 08. 2005.

## Izložbe (izbor)
- "Ivan Faktor, "First Program" - ZKM | Museum für Neue Kunst,  Karlsruhe, 16. lipnja – 10. rujna, 2012
- Ivan Faktor "Prvi program" - Galerija Klovićevi dvori, Zagreb, 7. rujna - 3. listopada. 2010.
- "Zagovori svetom Tripunu - blago Kotorske biskupije" - Galerija Klovićevi dvori, 14. prosinca 2009. – 14. veljače 2010.
- Ivan Posavec : Polaroidi 1996-2003 - Galerija Miroslav Kraljević, Zagreb, 11. – 27.2. 2004.
- Slavomir Drinković - Galerija Klovićevi dvori, Zagreb, 20. svibnja – 20. lipnja 1999.,